# Georg Wüst
Georg Adolf Otto Wüst (* 15. Juni 1890 in Posen; † 8. November 1977 in Erlangen) war ein deutscher Ozeanograph. Seine wegweisenden Arbeiten zum Atlantik ergaben ein neues Bild der Wasserbewegungen zwischen Nord- und Südhemisphäre und zeigten zum ersten Mal, dass die Ausbreitung der Wassermassen in westlichen Randströmen konzentriert ist.

## Leben
Wüst war Sohn des preußischen Beamtenehepaares Max und Clara Wüst. Die Familie zog bald nach Berlin. Dort besuchte er das Charlottenburger Gymnasium und studierte anschließend ab 1910 Geographie und Ozeanographie, sowie außerdem Meteorologie, Mathematik und Physik, an der Friedrich-Wilhelms-Universität zu Berlin. Seine wichtigsten Lehrer waren Albrecht Penck, der seit 1905 der Leiter der geographischen Abteilung mit dem Museum für Meereskunde (Berlin) der Friedrich-Wilhelms-Universität zu Berlin (siehe Humboldt-Universität zu Berlin) war, und vor allem dessen späterer Nachfolger ab 1910, der österreichische Hydrograph Alfred Merz. 1920 wurde das Institut und Museum für Meereskunde eine selbständige Einrichtung mit Merz als Direktor.
Merz schickte Wüst 1912 zu Bjørn Helland-Hansen in Bergen/Norwegen, um die Methoden der skandinavischen Kollegen kennenzulernen. Praktische Erfahrungen auf See erwarb er in Beobachtungsprogrammen auf deutschen Feuerschiffen, auf Vermessungsschiffen und auf Reisen mit der Armauer Hansen im Europäischen Nordmeer unter Leitung von Helland-Hansen. Merz war sein Betreuer bei der Dissertation zu Verdunstungsmessungen auf dem Meer. Die Doktorprüfung erfolgte am 28. August 1914. Aber erst nach dem Ersten Weltkrieg konnte mit der gedruckten Dissertation die offizielle Promotion am 30. Juni 1919 erfolgen. Während des Ersten Weltkriegs diente Wüst als Meteorologe und wurde nahe bei Verdun 1917 verwundet. Nach dem Krieg wurde er 1919 Assistent bei Merz und nahm danach an mehreren Forschungsfahrten in Nord- und Ostsee teil.
Merz plante eine systematische hydrographische Aufnahme des Atlantiks. Sein Vorschlag fand 1924 die Zustimmung der Notgemeinschaft der deutschen Wissenschaft (später Deutsche Forschungsgemeinschaft). Das Marine-Vermessungsschiff Meteor wurde zur Verfügung gestellt, um den Südatlantik und den Nordatlantik bis 30° N zu vermessen. Wüst wirkte wesentlich bei vielen Planungen mit und nahm vom April 1925 bis Juli 1927 an der Deutschen Atlantischen Expedition teil. Nach dem frühzeitigen Tod des Expeditionsleiters Merz in Buenos Aires im Juni 1925 übernahm er die Leitung der ozeanographischen Arbeiten.
Nach der Expedition arbeitete Wüst am Berliner Institut vor allem an der Auswertung der Daten dieser Fahrt. Er wurde 1929 Kustos am Berliner Institut für Meereskunde, habilitierte sich im gleichen Jahr an der Friedrich-Wilhelms-Universität zu Berlin mit einer Abhandlung über den Floridastrom und wurde 1936 zum Professor ernannt. Wüst war inzwischen zu einem anerkannten Mitglied der internationalen Meeresforschungsgemeinschaft geworden. Als der Zweite Weltkrieg kam, brachen alle diese Verbindungen ab. Wüst war 1933 Mitglied der NSDAP geworden (siehe Kieler Gelehrtenverzeichnis) und diente während des Krieges als Mitglied des nautisch-wissenschaftlichen Stabes beim Oberkommando der Marine. Parallel zu den kriegsbedingten Tätigkeiten übte er jedoch weiter eine Lehrtätigkeit an der Friedrich-Wilhelms-Universität zu Berlin aus.
Das Institut für Meereskunde in Berlin wurde 1944 durch Bombenangriffe zerstört und nach Kriegsende nicht wieder aufgebaut. Anfang 1946 erhielt Wüst das Angebot, das Institut für Meereskunde der Christian-Albrechts-Universität zu Kiel als Direktor und Professor für Meereskunde und Maritime Meteorologie wieder aufzubauen. Das Kieler Institut hatte 1944 sein Institutsgebäude einschließlich zahlreicher Mitarbeiter durch einen Bombenangriff verloren. Nach dem Neubeginn 1946 gelang es Wüst, einige der früheren Mitarbeiter zurückzuholen, Räume in einer alten Villa auf dem Kieler Westufer zu beziehen, den Forschungskutter Südfall zu erhalten und die Lehre wieder in Gang zu bringen. Das Kieler Institut war vorher überwiegend mit biologischen Arbeiten in Nord- und Ostsee befasst gewesen, hatte aber auch eine Vorgeschichte im Bereich der Hydrographie, Meereschemie und Meeresgeologie. Wüst brachte seine Erfahrungen mit der Tiefseeforschung, vor allem in der physikalischen und chemischen Ozeanographie, in die neue Institutsentwicklung ein. Er und ab 1959 sein Nachfolger Günter Dietrich, der in Berlin mit Wüst schon früher zusammengearbeitet hatte, sorgten dafür, dass das Kieler Institut in seiner wissenschaftlichen Orientierung und in der Lehre das Erbe des Berliner Instituts für Meereskunde antrat. Die Verbindung zur Universität Kiel war eng. Von 1950 bis 1952 war Wüst der Dekan der Philosophischen Fakultät, die zu der Zeit auch die Mathematik und die Naturwissenschaften umfasste.
Nach seiner Emeritierung folgte er einer Einladung als Gastprofessor an das Lamont-Doherty Geological Observatory der Columbia-Universität in New York. Ein Schwerpunkt seiner Arbeiten bei diesem Aufenthalt waren Untersuchungen zur Zirkulation in der Karibik. Während des Aufenthalts von 1960 bis 1964 in New York nahm er im Frühjahr 1962 auch eine Einladung auf den Walker-Ames-Lehrstuhl der University of Washington in Seattle an. Nach seiner Rückkehr nach Deutschland war er bis 1967 Gastprofessor im Meteorologischen Institut der Rheinischen Friedrich-Wilhelms-Universität Bonn.
Georg Wüst war von 1921 bis 1941 mit Martha Wüst verheiratet. Aus der Ehe stammen zwei Kinder. Ab 1943 war er in zweiter Ehe mit Maria Wüst (Kieler Gelehrtenverzeichnis) verheiratet.

## Wissenschaftliches Werk
Wüst zeichnete sich dadurch aus, dass er mit der Beschreibung ozeanischer Daten zu einem tiefgehenden Verständnis von Austauschvorgängen, der Entstehung von Wassermassen und ihrer großräumigen Bewegungen und Transporte gelangen konnte. Seine Hauptthemen waren: Verdunstung, Niederschlag und der Wasserhaushalt des Meeres, die großräumige Verteilung und Zirkulation der tiefen Wassermassen im Atlantik und in den anderen Ozeanen, Bewegungen im Golfstrom und Kuroshio, die Entstehung des polaren Bodenwassers und die Zirkulation im Europäischen Mittelmeer. In seinen späteren Jahren folgten Darstellungen zur Geschichte der Tiefseeforschung. Dietrich hat in seinem Beitrag zu dem Buch, mit dem Wüst zu seinem 80. Geburtstag geehrt wurde, eine vollständige Liste der 112 Veröffentlichungen von Wüst zusammengestellt.
Für seine Dissertation führte Wüst systematische Verdunstungsmessungen auf ausgewählten Schiffen durch, entwickelte dazu geeignete Berechnungsverfahren und diskutierte die Verdunstungsverteilung im Weltmeer. Er beschäftigte sich dann im Laufe mehrerer Jahrzehnte immer wieder mit dem Zusammenhang von Verdunstung, Niederschlag und Salzgehaltsverteilung im Meer und deren Bedeutung für den Wasserkreislauf.
In den Jahren 1920–1924 dominierten die Vorbereitungen für die Meteor-Expedition (1925–1927) gemeinsam mit Alfred Merz. Auch aus diesen Jahren gibt es jedoch schon mehrere Arbeiten zur atlantischen Vertikalzirkulation mit einem wesentlichen Austausch zwischen Nord- und Südhemisphäre und zum Florida- und Antillenstrom, denen später weitere Arbeiten zum Golfstrom und Kuroshio folgen sollten. Nach seiner Teilnahme an der Meteor-Expedition folgten seine produktivsten Jahre mit der Bearbeitung der Daten der Atlantik-Expedition in Abstimmung mit Albert Defant. Es entstand das Expeditionswerk Wissenschaftliche Ergebnisse der Deutschen Atlantischen Expedition auf dem Vermessungs- und Forschungsschiff „Meteor“. Seine Untersuchungen zur großräumigen Verteilung der atlantischen Wassermassen und ihrer Quellgebiete waren wegweisend. Sie zeigten den starken interhemisphärischen Austausch von Wassermassen und erbrachten zum ersten Mal den Nachweis, dass die Ausbreitung der Wassermassen in westlichen Randströmen konzentriert ist. Ein wesentliches Hilfsmittel war die von Wüst entwickelte Kernschichtmethode, die aus der Verteilung von Temperatur und Salzgehalt Rückschlüsse auf Wassermassenbewegung und Vermischung ermöglichte. Das „Meteor“-Werk wurde auch später noch als so bedeutend angesehen, dass die US National Science Foundation die Übersetzung ins Englische durch W. J. Emery und den Druck in englischer Sprache ermöglichte. Bis heute gilt der gewonnene Datensatz als wichtige Grundlage der Atlantikforschung.
Seine Arbeiten beschränkten sich aber nicht auf den Atlantik, andere Ozeane wurden vergleichend untersucht. Ein besonderes Interesse galt der Entstehung und Ausbreitung des tiefen Bodenwassers. Wüst führte außerdem wichtige Studien von Nebenmeeren durch. Schon früh zeigte er, dass Absinkbewegungen im Ochotskischen Meer Wassermassen entstehen lassen, die eine Quelle des Nordpazifischen Zwischenwassers sind. Seine Darstellungen der Tiefenzirkulation des Europäischen Mittelmeeres wurden zu einer wichtigen Grundlage späterer Untersuchungen, seine Arbeiten zur Zirkulation in der Karibik waren wegweisend. Auch an einigen Untersuchungen zur Hydrographie der Ostsee war er beteiligt. Seine geographischen Interessen zeigten sich immer wieder in Untersuchungen zur Bodentopographie der Ozeane.
Wüst wollte immer systematisch vorgehen. Das Netz von regelmäßig angeordneten Stationen der Meteor-Expedition 1925/27 sah er deshalb auch als Vorbild für die Internationale Indischen-Ozean Expedition (IIOE) 1959–1965 an. Die Zeit war aber damals noch nicht reif für seinen Vorschlag. Erst beim World Ocean Circulation Experiment (WOCE) 1990–1998 wurde ein ähnliches Beobachtungsmuster im Indischen Ozean gewählt. Verschiedene seiner Arbeiten aus späteren Jahren behandelten dann Aspekte der Geschichte der Meeresforschung, insbesondere die Entwicklung der Ozeanographie und wichtige Tiefsee-Expeditionen.

## Auszeichnungen und Ehrungen
- 1928: Ehrenmitglied, Königlich Niederländische Geographische Gesellschaft Amsterdam
- 1928: Silberne Carl-Ritter-Medaille, Gesellschaft für Erdkunde zu Berlin
- 1935: Ehrenmitglied, Frankfurter Geographische Gesellschaft

Seit 2005 verleiht die Deutsche Gesellschaft für Meeresforschung den Georg-Wüst-Preis. Wüst ist Namensgeber für das Wüst Inlet, einer vereisten Bucht an der Ostküste des Palmerlands in Antarktika.

## Publikationen
- Georg Wüst: Das ozeanographische Beobachtungsmaterial (Serienmessungen) In: Wissenschaftliche Ergebnisse der Deutschen Atlantischen Expedition auf dem Vermessungs- und Forschungsschiff „Meteor“ 1925–1927 (= Band IV II. Teil). Berlin 1932, S. 1–290.
- Georg Wüst: Bodenwasser und Bodenkonfiguration der atlantischen Tiefsee. In: Zeitschrift der Gesellschaft für Erdkunde. Berlin 1933, S. 42–49.
- Georg Wüst: Anzeichen von Beziehungen zwischen Bodenstrom und Relief in der Tiefsee des Indischen Ozeans. In: Naturwissenschaften. 22, Nr. 16, Berlin 1934, S. 241–244.
- Georg Wüst: Zur Frage des indischen Tiefenstroms. In: Naturwissenschaften. 23, Nr. 9, Berlin 1935, S. 137–139.
- Georg Wüst: Bodenwasser und Bodenkonfiguration der atlantischen Tiefsee. In: Zeitschrift für Geophysik. 11, Nr. 1/2 Braunschweig 1935, S. 40–49.
- Georg Wüst: Die Stratosphäre des Atlantischen Ozeans In: Wissenschaftliche Ergebnisse der Deutschen Atlantischen Expedition auf dem Vermessungs- und Forschungsschiff „Meteor“ 1925–1927 (= Band VI 2. Lieferung). Berlin 1935, S. 1–144, 253–28 (englisch The Stratosphere of the Atlantic Ocean übersetzt vom Al-Ahram Center for Scientific Translations, Translation edited by William J. Emery, Amerind Publishing Co. Pvt. Ltd., New Delhi, 1978, 1–112).
- Georg Wüst: Die Horizontalkarten Ergebnisse der Deutschen Atlantischen Expedition auf dem Vermessungs- und Forschungsschiff „Meteor“ 1925–1927 (= Teil A des „Atlas“ zu Band VI Beilage XLVII-XCL). Berlin 1936.
- Georg Wüst: Die Gliederung des Weltmeeres (The divisions of the oceans). In: The Hydrographic Review. XXII, Nr. 2 Monaco 1936, S. 36–54.
- Georg Wüst: Die Erforschung der Bodenkonfiguration des Austral-asiatischen Mittelmeeres durch die holländische „Snellius“-Expedition. In: Zeitschrift der Gesellschaft für Erdkunde. Berlin 1936, S. 347–358.
- Georg Wüst: Kuroshio und Golfstrom. Eine vergleichende hydrodynamische Untersuchung In: Veröffentlichungen des Instituts für Meereskunde (= Neue Folge Reihe A Heft 29). Berlin 1936, S. 1–69.
- Georg Wüst: Temperatur- und Dampfdruckgefälle in den untersten Metern über der Meeresoberfläche. In: Meteorologische Zeitschrift. Braunschweig 1937, S. 4–9.
- Georg Wüst: Bodentemperatur und Bodenstrom in der pazifischen Tiefsee In: Veröffentlichungen des Instituts für Meereskunde (= Neue Folge Reihe A Heft 35). Berlin 1937, S. 1–56.
- Georg Wüst: Neuere Auffassungen über das Wesen des Golfstromsystems und die Benennung seiner Glieder In: Der Seewart (= 10/11). Hamburg 1937, S. 359–367.
- Georg Wüst: Bodentemperatur und Bodenstrom in der atlantischen, indischen und pazifischen Tiefsee. In: Gerlands Beiträge zur Geophysik. Braunschweig 1938, 54 Nr. 1 S. 1–8.
- Georg Wüst: Die Großgliederung des atlantischen Tiefseebodens. In: Geologische Rundschau. XXX, Nr. 1/2, Stuttgart 1935, S. 132–137.
- Georg Wüst: Relief und Bodenwasser im Nordpolarbecken. In: Zeitschrift der Gesellschaft für Erdkunde. Berlin 1941, S. 163–180.
- Georg Wüst: Die morphologischen und ozeanographischen Verhältnisse des Nordpolarbeckens. In: „Veröffentlichungen des deutschen Wissenschaftlichen Instituts (DWI) zu Kopenhagen“, Reihe 1: Arktis, Nr. 6. Gebrüder Borntraeger, Berlin 1942.
- Georg Wüst: Der subarktische Bodenstrom in der westatlantischen Mulde. In: Annalen der Hydrographie und maritimen Meteorologie. Berlin 1943, S. 249–255.
- Georg Wüst: Blockdiagramme der atlantischen Zirkulation auf Grund der „Meteor“-Ergebnisse. In: Kieler Meeresforschungen, 7, Nr.1. Kiel 1950, S. 24–34.
- Georg Wüst: Wasserdampf und Niederschlag auf dem Meere als Glieder des Wasserkreislaufs (unter besonderer Berücksichtigungvon Ergebnissen der „Meteor“-Expeditionund neuerer Arbeiten). In: Deutsche Hydrographische Zeitschrift. Hamburg 1950, S. 111–127.
- Georg Wüst: Die größten Tiefen des Weltmeeres in kritischer Betrachtung. In: Zeitschrift der Gesellschaft für Erdkunde. Berlin 1950/51, S. 203–214.
- Georg Wüst: Gesetzmäßige Wechselbeziehungen zwischen Ozean und Atmosphäre in der zonalen Verteilung von Oberflächensalzgehalt, Verdunstung und Niederschlag.  In: Archiv für Meteorologie und Bioklimatologie. (= A Nr. 7).  Wien 1954, S. 305–328.
- Georg Wüst: Ergebnisse eines hydrographisch-produktionsbiologischen Längsschnitts durch die Ostsee im Sommer 1956. Teil 1: Die Verteilung von Temperatur, Salzgehalt und Dichte. In: Kieler Meeresforschungen. Kiel 1956, (= 13 Nr. 2). S. 163–185.
- Georg Wüst: Die Tiefenzirkulation des Mittelländischen Meeres in den Kernschichten des Zwischen- und des Tiefenwassers. In: Deutsche Hydrographische Zeitschrift. Hamburg 1960, 13 Nr. 3 S. 105–131.
- Georg Wüst: Das Bodenwasser und die Vertikalzirkulation des Mittelländischen Meeres. In: Deutsche Hydrographische Zeitschrift. Hamburg 1960, 14 Nr. 3 S. 81–92.
- Georg Wüst: On the vertical circulation of the Mediterranean Sea. In: Journal of Geophysical Research. New York 1963, 10 S. 163–167.
- Georg Wüst: The major deep-sea expeditions and research vessels 1873–1960 – A contribution to the history of oceanography. In: Progress in Oceanography. London-New York 1964, 2 S. 1–52.
- Georg Wüst: Stratification and circulation in the Antillean-Caribbean basins In: Vema-Research Series (= 2). New York 1964, S. 1–201.
- Georg Wüst: Wasser- und Wärmehaushalt und Zirkulation in der Warmwassersphäre des Karibischen Meeres. In: Kieler Meeresforschungen. Kiel 1965, (= 21 Nr. 1). S. 3–11.
- Georg Wüst et al.: Das Institut für Meereskunde der Universität nach seinem Wiederaufbau. In: Kieler Meeresforschungen. Kiel 1965 (= 21). S. 127–153.
- Georg Wüst: History of the investigations about the longitudinal deep-sea circulation (1800–1922). In: Bulletin Institut Océanographique Monaco. 1968, Numéro 2 S. 109–120.